# Dragon Ball Z: Ultimate Tenkaichi
Dragon Ball Z: Ultimate Tenkaichi, conosciuto in Giappone come Dragon Ball: Ultimate Blast (ドラゴンボール アルティメットブラスト?, Doragon Bōru Arutimetto Burasuto) è un videogioco picchiaduro a incontri basato sull'universo di Dragon Ball per PlayStation 3 e Xbox 360 . È stato pubblicato in Europa il 28 ottobre 2011.

## Trama
In un universo parallelo, le Sfere del Drago sono state trovate da un essere malvagio, che ha espresso il desiderio di far piombare il mondo nel caos. L'Eroe (il personaggio creato dal giocatore) parte così in un viaggio nel tentativo di riportare l'ordine sulla Terra.
All'inizio del suo cammino incontra il Capitano Ginew, il quale crede che l'Eroe voglia un "provino" per entrare a far parte della sua squadra. L'eroe lo sconfigge, divenendo di fatto il nuovo Capitano, ma dichiara subito di non essere interessato alla cosa e lascia il ruolo a Ginew. Come segno di riconoscenza, questi gli dona una Sfera del Drago Suprema illustrandone i poteri.
L'Eroe decide quindi di trovare le sette Sfere Supreme per chiedere al Drago di far tornare il mondo allo stato normale. Durante la ricerca, l'Eroe viene a sapere che una coppia ha il suo stesso obiettivo, così va da loro per chiedergli di consegnargli le Sfere che già avevano trovato.
La coppia si rivela essere formata dagli Androidi N° 17 e N° 18, i quali hanno tutt'altro che buone intenzioni: dato che secondo loro le emozioni umani sono inutili, intendono usare le Sfere per chiedere al Drago di gettare il mondo ancor più nel caos e attendere che gli uomini si sterminino reciprocamente.
L'Eroe, conscio di essere più forte dei due androidi, li sconfigge facilmente e lascia intendere di volerli distruggere; in realtà, è un modo per far capire il concetto di altruismo ai due Androidi, che credendo di essere ad un passo dalla morte si proteggeranno l'un l'altra. Grati per aver avuta salva la vita, i due consegnano all'Eroe due Sfere ed un radar per localizzare le rimanenti Sfere.
Seguendo le tracce di una Sfera, l'Eroe giunge nei pressi di un ghiacciaio; qui incontra Piccolo, che a causa della sua natura demoniaca viene accusato di essere l'artefice del piano per far regnare il caos sulla Terra.
Nonostante la forza del saiyan, Piccolo ha la meglio; l'Eroe allora, a causa dell'ira nata dal non poter sconfiggere colui che ha causato tanta sofferenza, si trasforma in Super Saiyan e vince. Dopo la lotta, Piccolo spiega di non essere lui il colpevole, ma di averlo solo lasciato intendere per risvegliare la potenza latente dell'Eroe.
Piccolo racconta allora che, mentre stava investigando per capire chi fosse stato ad esprimere il desiderio, è stato attaccato da una Grande Scimmia e si è salvato per miracolo. Probabilmente, è lei la causa di tutto.
L'Eroe si mette alla ricerca della Grande Scimmia, che si rivela essere Grande Scimmia (Baby); grazie ai suoi nuovi poteri, l'Eroe riesce a sconfiggere lo Tsufuru: in punto di morte, egli rivela che ad aver chiesto allo Shenron Supremo di portare il caos sulla Terra è stato Super Ishinlon.
Rimessosi in viaggio, l'Eroe nota che le 4 Sfere rimanenti sono state radunate in un unico punto. Recatosi sul posto trova Super Ishinlon, il quale gli intima di consegnargli le ultime 3 Sfere. Al rifiuto del saiyan il drago malvagio lo attacca.
Al termine della strenua lotta il nemico sembra ormai sconfitto; messo alle strette, decide di sparpagliare nuovamente le Sfere sul pianeta per impedire all'Eroe di realizzare il suo desiderio.
Recuperate nuovamente 6 delle 7 Sfere (rispettivamente da un Saibaiman, Dodoria, Zarbon, Rekoom, Burter e Jeeth), all'Eroe non resta che impossessarsi dell'ultima. Sfortunatamente, viene anticipato da Super Ishinlon.
I due combattono nuovamente, ma questa volta il drago viene definitivamente sconfitto dal Saiyan. In punto di morte, Super Ishinlon schernisce l'Eroe: potrà anche aver vinto, ma non vedrà mai realizzato il suo desiderio.
L'Eroe si reca al Santuario di Dio ed evoca lo Shenron Supremo: il drago però è posseduto dall'energia negativa di Super Ishinlon ed è costretto suo malgrado ad attaccarlo. Per salvare Shenron, l'Eroe si fa ingoiare dal drago e, trasformatosi in Super Saiyan, emette un'onda di energia che elimina la negatività.
Purtroppo, lo Shenron supremo non può esaudire il desiderio dell'Eroe: per esprimere il desiderio precedente Super Ishinlon aveva incanalato nel drago una grande quantità di energia negativa; Shenron, in quanto vincolato ai poteri del suo creatore, non dispone della forza necessaria ad annullare tale energia negativa.
L'Eroe capisce che per riportare il mondo alla normalità deve contare unicamente sulle proprie forze. Decide quindi di far resuscitare tutte le persone morte a causa del nuovo stato di caos e di partire per un nuovo viaggio nel tentativo di ristabilire la pace sulla Terra.

## Modalità di gioco

### Modalità Eroe
Intorno all'inizio di settembre 2011 sono stati pubblicati dei video che mostrano una nuova feature finora inedita, chiamata "Modalità Eroe".
In tale modalità è possibile creare fino a tre propri personaggi con cui seguire una storia parallela alla normale continuity, all'interno della quale sono presenti i normali combattenti dell'universo di Dragon Ball. Le caratteristiche personalizzabili sono: corporatura, colore della pelle, abbigliamento, capigliatura, voce, attacchi speciali, attacchi supremi e stile di combattimento. Inoltre, è possibile acquisire esperienza e nuovi oggetti per la personalizzazione esplorando il mondo di gioco, sconfiggendo i nemici e lottando con alcuni personaggi che fungeranno da maestro.

## Sviluppo
Dopo l'annuncio sul numero di Shōnen Jump dell'8 maggio 2011, il 12 maggio è stato pubblicato un trailer del gioco in cui sono presenti Goku e Grande Scimmia (Vegeta).
Dal trailer si può notare come la grafica sia notevolmente cambiata: è stata infatti completamente abbandonata la tecnica del cel-shading, con la quale era realizzato il precedente capitolo, oltre all'introduzione dei Quick Time Event sia nella Modalità Storia sia in quella Versus. È inoltre presente un editor di personaggi che consente di creare e personalizzare un proprio guerriero.

## Personaggi giocabili
- Goku [ - ; Super Saiyan; Super Saiyan 2; Super Saiyan 3 ]
- Gohan bambino
- Gohan ragazzo [ Super Saiyan ;  Super Saiyan 2 ]
- Gohan Supremo
- Piccolo
- Vegeta [ - ;  Super Saiyan ; Super Vegeta ]
- Crilin
- Yamcha
- Tenshinhan
- Trunks [ - ;  Super Saiyan ]
- Gotenks [ Super Saiyan ;  Super Saiyan 3 ]
- Super Gogeta
- Super Vegeth
- Gogeta [ Super Saiyan 4 ]
- Bardak
- Radish
- Saibaiman
- Nappa
- Vegeta (Scouter)
- Zarbon [ - ;  Dopo la trasformazione ]
- Dodoria
- Cui
- Capitano Ginew [ - ;  Capitano Ginew (Goku) ]
- Rekoom
- Burter
- Jeeth
- Freezer [ 1ª trasformazione; 2ª trasformazione; 3ª trasformazione; Corpo perfetto; Massima potenza ]
- Androide N° 16
- Androide N° 17
- Androide N° 18
- Androide N° 19
- Dr. Gelo
- Cell [ 1ª trasformazione; 2ª trasformazione; Forma perfetta; Perfetto ]
- Cell Jr.
- Vegeta [ Majin ]
- Majin Bu
- Super Bu [ - ; Dopo assorbimento con Gohan ]
- Kid Bu
- Broly [ Super Saiyan Leggendario ]
- Super Janenba
- Super Ishinlon

## Livelli
- Pianura
- Area Rocciosa
- Città (rovine)
- Pianeta Namecc
- Pianeta Namecc in rovina
- Mondo Kaiohshin
- Inferno
- Gioco di Cell
- Pianeta
- Ghiacciaio
- Arena del Torneo Mondiale
- Arcipelago
- Grotta
- Altopiano
- Santuario di Dio

## Colonna sonora
Nel gioco sono presenti 29 tracce sonore, composte da Hiroshi Takaki.
1. Adventurous Spirit
Spirito avventuroso 2:39
2. Aftermath
Conseguenze 2:28
3. Anything Is Possible
Tutto è possibile 3:07
4. Burning Soul
Anima bruciante 2:28
5. Cosmic Wonder
Meraviglia cosmica 2:45
6. Courage
Coraggio 2:50
7. Dangerous Mind
Mente pericolosa 2:26
8. Deep Wild
Selvaggio profondo 2:30
9. Denouement
Scioglimento 2:38
10. Die Hard
Duro a morire 3:04
11. Dragon Crisis
Crisi del Drago 2:50
12. Dragons Gate
Porta dei Draghi 2:28
13. Edge of Spirit
Estremità dello spirito 2:52
14. Evil Desires
Desideri malvagi 2:36
15. Final Disturbance
Disturbo finale 2:42
16. Fist of Justice
Pugno della giustizia 2:48
17. Gallantry
Galanteria 2:41
18. Goku 2:23
19. Heat Capacity
Capacità termica 2:46
20. Hot Passion
Passione calda 2:50
21. Joker
Burlone 2:44
22. Just a Hero
Soltanto un eroe 2:58
23. Over the Limit
Oltre il limite 2:30
24. Power Evolution
Evoluzione di potenza 3:06
25. Rainbow in the Universe
Arcobaleno nell'universo 2:21
26. Rising Force
Forza crescente 3:06
27. Serenity
Serenità 2:47
28. The Warrior
Il guerriero 2:08
29. Welcome to the Budokai Tenkaichi
Benvenuti al Torneo Mondiale 2:43

### Compositori
- Hiroshi Takaki

## Doppiaggio
| Personaggio                     | Doppiatore giapponese       | Doppiatore americano            |
| ------------------------------- | --------------------------- | ------------------------------- |
| Goku                            | Masako Nozawa               | Sean Schemmel                   |
| Gohan (bambino)                 | Masako Nozawa               | Colleen Clinkenbeard            |
| Gohan (ragazzo)                 | Masako Nozawa               | Colleen Clinkenbeard            |
| Gohan (adolescente)             | Masako Nozawa               | Kyle Hebert                     |
| Goten                           | Masako Nozawa               | Kara Edwards                    |
| Bardak                          | Masako Nozawa               | Sonny Strait                    |
| Piccolo                         | Toshio Furukawa             | Christopher Sabat               |
| Crilin                          | Mayumi Tanaka               | Sonny Strait                    |
| Yajirobei                       | Mayumi Tanaka               | Mike McFarland                  |
| Vegeta                          | Ryo Horikawa                | Christopher Sabat               |
| Grande Scimmia (Vegeta)         | Ryo Horikawa                | Christopher Sabat               |
| Trunks                          | Takeshi Kusao               | Eric Vale                       |
| Trunks (bambino)                | Takeshi Kusao               | Laura Bailey                    |
| Yamcha                          | Toru Furuya                 | Christopher Sabat               |
| Tenshinhan                      | Hirotaka Suzuoki            | John Burgmeier                  |
| Androide Nº 16                  | Hirotaka Suzuoki            | Jeremy Inman                    |
| Mr. Satan                       | Unsyo Ishizuka              | Chris Rager                     |
| Videl                           | Yuko Minaguchi              | Kara Edwards                    |
| Shenron                         | Kenju Utumuri               | Christopher Sabat               |
| Shenron supremo                 | Kenju Utumuri               | Christopher Sabat               |
| Presentatore Torneo Mondiale    | Kenju Utumuri               | Eric Vale                       |
| Radish                          | Shigeru Chiba               | Justin Cook                     |
| Nonno Gohan                     | Shigeru Chiba               | Christopher Sabat               |
| Re Kaioh                        | Jyogi Yanami                | Sean Schemmel                   |
| Narratore                       | Jyogi Yanami                | Doc Morgan                      |
| Commentatore                    | Yukimasa Kishino            | John Swasey                     |
| Saibaiman                       | Yusuke Numata               | John Burgemeier                 |
| Grande Scimmia (Baby)           | Yusuke Numata               | Vic Mignona                     |
| Nappa                           | Tetsu Inada                 | Phil Parsons                    |
| Dende                           | Aya Irano                   | Maxey Whitehead                 |
| Cui                             | Eiji Takemoto               | Bill Townsley                   |
| Dodoria                         | Takashi Nagasako            | John Swasey                     |
| Zarbon                          | Hiroaki Miura               | J. Michael Tatum                |
| Zarbon (Dopo la trasformazione) | Hiroaki Miura               | J. Michael Tatum                |
| Rekoom                          | Seiji Sasaki                | Christopher Sabat               |
| Burter                          | Masaya Onosaka              | Vic Mignogna                    |
| Jeeth                           | Daisuke Kishio              | Jason Leibrecht                 |
| Capitano Ginew                  | Katuyuki Konishi            | R Bruce Elliot                  |
| Freezer                         | Ryusei Nakao                | Chris Ayres                     |
| Meta Cooler (nucleo)            | Ryusei Nakao                | Andrew Chandler                 |
| Janenba                         | Tessho Genda                | Kent Williams                   |
| Super Janenba                   | Tessho Genda                | Kent Williams                   |
| Androide Nº 17                  | Shigeru Nakahara            | Chuck Huber                     |
| Androide Nº 18                  | Miki Itou                   | Colleen Clinkenbeard            |
| Androide Nº 19                  | Yukitoshi Hori              | Todd Haberkorn                  |
| Dr. Gelo                        | Kōji Yada                   | Kent Williams                   |
| Cell                            | Norio Wakamoto              | Travis Willingham               |
| Cell Jr.                        | Takahiro Fujimoto           | Justin Cook                     |
| Polunga                         | Ryūzaburō Ōtomo             | Christopher Sabat               |
| Kaiohshin                       | Yūji Mitsuya                | Kent Williams                   |
| Vecchio Kaioh                   | Ryochi Tanaka               | Kent Williams                   |
| Majin Bu                        | Kouzou Shioya               | Josh Martin                     |
| Super Bu                        | Kouzou Shioya               | Justin Cook                     |
| Kid Bu                          | Kouzou Shioya               | Josh Martin                     |
| Broly                           | Bin Shimada                 | Vic Mignogna                    |
| Kibith                          | Shin Aomori                 | Chuck Huber                     |
| Hildegarn                       | Shin Aomori                 | Christopher Sabat               |
| Super Ishinlon                  | Hidekatsu Shibata           | Christopher Sabat               |
| Gotenks                         | Masako Nozawa Takeshi Kusao | Laura Bailey Kara Edwards       |
| Vegeth                          | Masako Nozawa Ryo Horikawa  | Christopher Sabat Sean Schemmel |
| Super Gogeta                    | Masako Nozawa Ryo Horikawa  | Christopher Sabat Sean Schemmel |
| Eroe                            | Saiyaka Hirao               | Luci Christian                  |
| Eroe                            | Kouta Nemoto                | Marcus Mauldin                  |
| Eroe                            | Atsushi Kisaichi            | Ian Sinclar                     |
| Eroe                            | Kenji Hakabane              | Bryan Massey                    |
| Eroe                            | Miyu Hirino                 | Josh Grelle                     |
| Eroe                            | Masakazu Morita             | Joel McDonald                   |
| Eroe                            | Masaya Takatsuka            | Jason Douglas                   |
| Eroe                            | Aiko Hibi                   | Leah Clark                      |

## Collector's Edition
Oltre alla versione standard del gioco dal 27 ottobre 2011 è stata resa disponibile anche una Collector's Edition in tiratura limitata (10 000 copie distribuite in Europa e Asia), la quale oltre al gioco include:
- Una statuina di Super Saiyan Gohan alta 18 cm;
- Custodia esterna con grafica esclusiva.

## Accoglienza
La rivista Play Generation diede alla versione per PlayStation 3 un punteggio di 72/100, apprezzando la realizzazione tecnica di assoluto livello e la notevole varietà di modalità di gioco ma come contro l'eccessiva semplicità dei combattimenti che rendeva l'azione troppo ripetitiva, finendo per trovarlo un gioco dall'impatto visivo notevole ma che alla resa dei conti presentava delle meccaniche di combattimento fin troppo semplici.